# Bum
Bum – rosyjski zespół muzyczny grający dance, disco i pop. Składa się z trójki wykonawców.
Wylansował utwór Kanikuły (ros. Каникулы), który został hitem lata 2007 w wielu krajach Europy, w tym również i w Polsce. Decyzją słuchaczy radia Eska piosenka zajęła ósme miejsce w zestawieniu Gorąca 100 radia Eska. Utwór doczekał się również licznych przeróbek w wykonaniu m.in. Boys, Mega Dance, Code Red, Cliver oraz C-Bool.

## Dyskografia – albumy
- !Bum! (2007)[4]